# Cargninia
Cargninia é um gênero extinto de Lepidosauria basal do período Triássico. Ele viveu durante o período Triássico Superior (Carniano ou Noriano) no que é hoje a cidade de Faxinal do Soturno, Rio Grande do Sul, Brasil. É conhecido a partir do holótipo UFRGS PV 1027 T, uma dentição parcial que foi recuperada na Formação Caturrita. Cargninia foi nomeado por José Fernando Bonaparte, César Leandro Schultz, Marina Bento Soares e Agustín G. Martinelli em 2010 e a espécie-tipo é a Cargninia enigmatica. O nome genérico homenageia o padre Daniel Cargnin, um colecionador de fósseis brasileiro e o nome específico significa enigmático, em referência à posição basal dentro do Lepidosauria.